# Joseph-Marie Tissier
Joseph-Marie Tissier (La Ferté-Beauharnais, 14 agosto 1857 – Châlons-en-Champagne, 9 gennaio 1948) è stato un arcivescovo cattolico francese.

## Biografia
Fu ordinato sacerdote il 18 dicembre 1880.

### Ministero episcopale
Il 20 dicembre 1912 papa Pio X lo nominò vescovo di Châlons.
Il 24 febbraio 1913 ricevette la consacrazione episcopale dalle mani del vescovo Henri-Louis-Alfred Bouquet, co-consacranti il vescovo di Saint-Dié Alphonse-Gabriel-Pierre Foucault e il vescovo di Blois Alfred-Jules Mélisson (divenuto in seguito arcivescovo). 

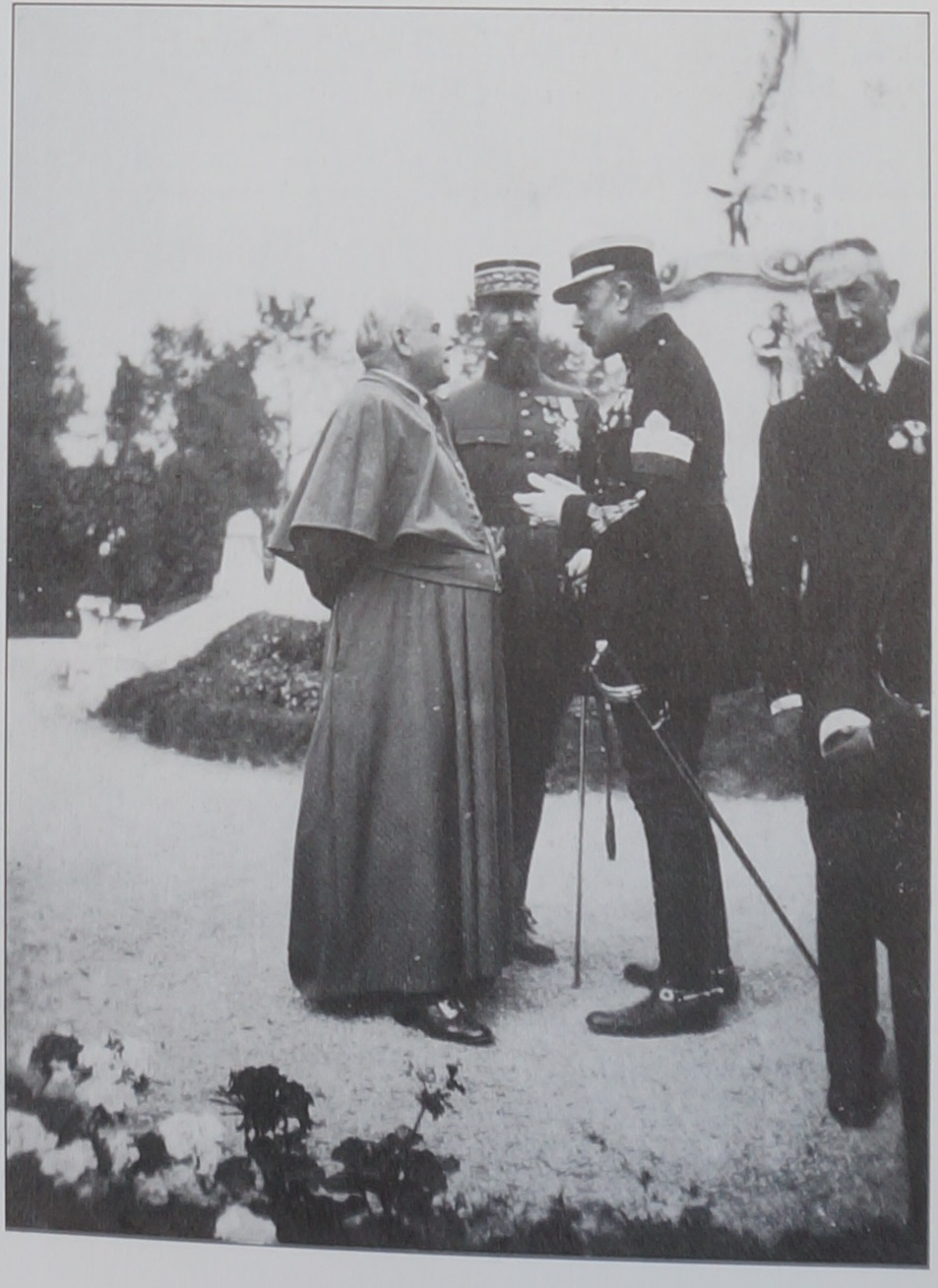
Tissier e Gouraud a Châlons

Si rese protagonista del salvataggio della città di Châlons durante la presa della città da parte dei tedeschi nel 1914, i quali pretesero dalla città la somma di 30 milioni di franchi, altrimenti il mancato pagamento avrebbe portato all'esecuzione di ostaggi e all'incendio della città.
Il sindaco della città chiese l'intervento del vescovo Tissier, il quale chiese un colloquio con il direttore generale, Freiherr von Seckendorff, informandolo del fatto che la città non poteva dare la cifra richiesta in quanto ormai impoverita dalla guerra, offrendo in cambio la sua vita. Il 6 settembre 1914, giorno fissato per l'ultimatum, il generale tedesco gli rispose che "l'esercito imperiale non fa la guerra ai poveri" e accettò di accontentarsi dei 500.000 franchi già sequestrati.

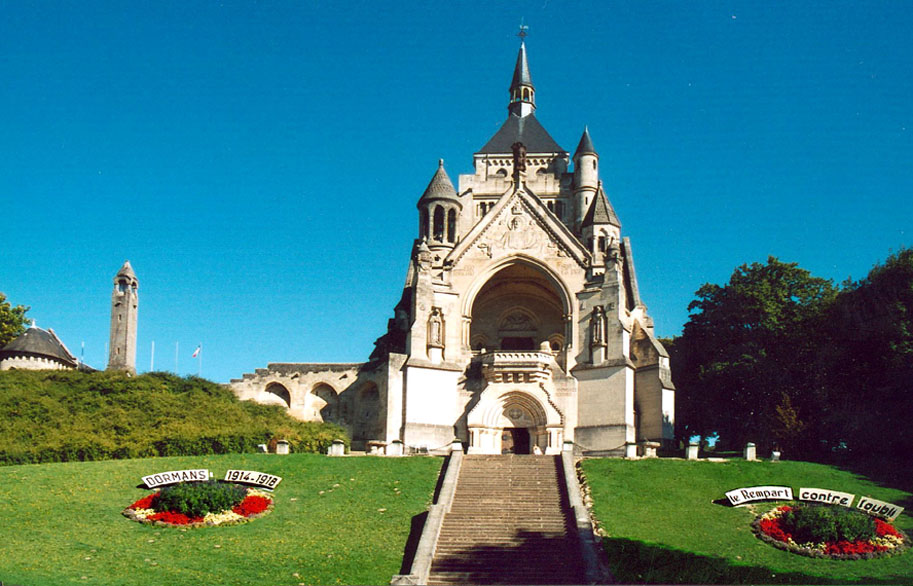
Memoriale delle battaglie della Marna

Nel 1919 fece parte di un comitato composto da Madame de la Rochefoucauld, duchessa di Estissac (iniziatrice del progetto), dal cardinale Louis-Henri-Joseph Luçon (arcivescovo di Reims) e dal generale Ferdinand Foch (che designò il sito), che venne costituito per erigere un monumento commemorativo nel parco del castello di Dormans in memoria di tutte le vittime della prima e seconda battaglia della Marna.
Il 3 novembre 1920 consacrò l'ossario e il memoriale eretto da William Farnsworth a Souain-Perthes-lès-Hurlus che custodisce i resti di 130 membri della Legione Straniera francese morti nella seconda battaglia di Champagne.
Il 16 maggio 1947 papa Pio XII lo elevò alla dignità arcivescovile.
Morì il 9 gennaio 1948 e fu sepolto nella cripta della cattedrale di Saint-Ètienne di Châlons.

## Genealogia episcopale e successione apostolica
La genealogia episcopale è:
- Cardinale Scipione Rebiba
- Cardinale Giulio Antonio Santori
- Cardinale Girolamo Bernerio, O.P.
- Arcivescovo Galeazzo Sanvitale
- Cardinale Ludovico Ludovisi
- Cardinale Luigi Caetani
- Cardinale Ulderico Carpegna
- Cardinale Paluzzo Paluzzi Altieri degli Albertoni
- Papa Benedetto XIII
- Papa Benedetto XIV
- Papa Clemente XIII
- Cardinale Giovanni Francesco Albani
- Papa Pio VI
- Arcivescovo François de Pierre de Bernis
- Cardinale Jean-Baptist-Marie-Anne-Antoine de Latil
- Cardinale Louis-Jacques-Maurice de Bonald
- Arcivescovo Jean-Paul-François-Marie-Félix Lyonnet
- Arcivescovo Odon Thibaudier
- Arcivescovo Eudoxe-Irénée-Edouard Mignot
- Vescovo Henri-Louis-Alfred Bouquet
- Arcivescovo Joseph-Marie Tissier

La successione apostolica è:
- Vescovo Etienne-Joseph Hurault (1924)
- Arcivescovo Louis-Augustin Marmottin (1930)
- Vescovo Georges Marie Paul Petit (1942)

## Opere
- Joseph-Marie Tissier, La femme au foyer, 1920.
- Joseph-Marie Tissier, Les soucis d'une femme du monde, 1920.
- Joseph-Marie Tissier, Les disciplines du relèvement national, 1922.